# The Racket
The Racket és una pel·lícula muda de 1928 dirigida per Lewis Milestone i protagonitzada per Thomas Meighan, Louis Wolheim i Marie Prevost. Va ser produïda pel magnat Howard Hughes durant la Llei seca. Va ser restaurada per Turner Classic Movies en col·laboració amb la Universitat de Nevada, incloent-hi una nova banda sonora composta per a l'ocasió per Robert Israel.

## Trama
El capità de policia James McQuinn tracta de netejar la ciutat de Chicago de la presència del temible gàngster Nick Scarsi, encara que tots els seus intents són en va. Nick Scarsi, a més a més, té contactes en les altes esferes i aconseguirà que expulsen del seu districte a McQuinn, encara que este decidirà a partir d'eixe moment prendre's la justícia per la seua mà.

## Repartiment
- Thomas Meighan: Capità McQuinn
- Louis Wolheim: Nick Scarsi
- Marie Prevost: Helen Hayes
- G. Pat Collins: Johnson (com Pat Collins)
- Henry Sedley: Spike
- George I. Stone: Joe Scarsi (com George Stone)
- Sam De Grasse: Welch (com Sam DeGrasse)
- Richard 'Skeets' Gallagher: Miller (com Skeets Gallagher)
- Lee Moran: Pratt
- John Darrow: Ames
- Lucien Prival: Chick
- Dan Wolheim: Sergeant Turck

## Premis i nominacions
Nominada a l'Oscar a la millor pel·lícula el 1928.